# 2153 Akiyama
2153 Akiyama è un asteroide della fascia principale del diametro medio di circa 16,79 km. Scoperto nel 1978, presenta un'orbita caratterizzata da un semiasse maggiore pari a 3,1164958 UA e da un'eccentricità di 0,1611085, inclinata di 1,18939° rispetto all'eclittica.